# アデイブ
アデイブ（英：Addeybb）はイギリスの競走馬。主な勝ち鞍は2020年ランヴェットステークス、クイーンエリザベスステークス、チャンピオンステークス、2021年クイーンエリザベスステークスである。

## 戦績

### 3歳（2017年）
5月19日のニューベリー競馬場の未勝利戦でウェイン・ローダンを背にデビューして4着。続く6月14日のヘイドックパーク競馬場の未勝利戦にて初勝利を挙げた。
その後は7月14日のアスコット競馬場のハンデ戦も勝利して連勝。8月3日のグッドウッド競馬場のハンデ戦はライアン・ムーアが騎乗するも3着。9月29日のニューマーケット競馬場を勝利して3歳時を終えた。

### 4歳（2018年）
3月24日のドンカスター競馬場のハンデ戦から始動して、ジェームズ・ドイルを鞍上に勝利を挙げる。
4月27日のベッド365マイル(G2)では1番人気に支持されると鋭く抜け出して2馬身3/4差の快勝。3連勝でグループ競走初制覇を果たした。
その後は5月19日のロッキンジステークス(G1)に2番人気で出走するもロードデンドロンの8着。9月15日のアイリッシュチャンピオンステークス(G1)は出走取消。10月20日のクイーンエリザベス2世ステークス(G1)はロアリングライオンの12着。11月17日のチャーチルステークス(L)は3着という結果だった。

### 5歳（2019年）
5月10日のハクスリーステークス(G2)では1番人気に推されるも4着。6月18日のウォルフファートンステークス(L)はダニエル・タドホープを背にマジックワンドに2馬身半差を付けて勝利。7月27日のヨークステークス(G2)では1番人気に支持されるも2着に敗れた。
8月10日のローズオブランカスターステークス(G3)では圧倒的な1番人気の支持を受け、リチャード・キングスコートを背に快勝。グループ競走2勝目を挙げた。
10月19日のチャンピオンステークス(G1)では再びドイル騎手と組んで3番人気で出走してマジカルの2着に入った。

### 6歳（2020年）
3月21日のランヴェットステークス(G1)から始動。トム・マーカンドを背に3番人気に支持された。レースは自ら逃げて、背後いた1番人気馬ベリーエレガントとの一騎打ちの展開。直線の入口で一度は交わされるも差し返して0.5馬身差を付けて逃げ切りG1初制覇を果たした。
4月11日のクイーンエリザベスステークス(G1)はTAB・JRAオッズ共にダノンプレミアムに次ぐ2番人気で出走。3番手の追走から最終コーナーで先頭に立つ。直線半ばで2番手に上がったダノンプレミアムを突き放して、内を突いたベリーエレガントに2.8馬身差を付けて完勝。G1連勝とした。
その後は6月17日のプリンスオブウェールズステークス(G1)に2番人気で出走。2番手で追走して直線で逃げ馬に並び掛けるも、ロードノースに外からまとめて交わし去られ3馬身3/4差の2着に敗れた。
9月19日のドーンサイドカップ(L)ではロードグリッターズに3/4馬身差を付けて勝利。チャンピオンステークスに向けて幸先の良い走り出しを切った。
迎えた10月17日のチャンピオンステークス(G1)では5番人気で出走。2番手の追走から残り2ハロン地点で先頭に立つと後続との差を築いてスカレティに2馬身3/4差を付けて三度目のG1制覇。昨年の覇者マジカルは3着であり、見事に雪辱を果たした。

### 7歳（2021年）
3月27日のランヴェットステークス(G1)から始動。2番手に付けて直線でベリーエレガントとの叩き合いとなるも、競り負けてしまい1馬身差の2着に敗れて連覇ならずとなった。
4月17日のクイーンエリザベスステークス(G1)は2番人気で出走。出遅れ気味の発馬となるも中団に位置を確保・中間点で鞍上に促されて2番手まで押し上げる。直線では後続勢を引き付けるかのようにしてから末脚を繰り出し、外から食い下がるベリーエレガントと叩き合いとなるも振り切って0.5馬身差で勝利。四度目のG1制覇を連覇で飾った。
7月3日のエクリプスステークス(G1)に3番人気で出走。逃げる競馬をするも1番人気馬セントマークスバシリカに突き放されて3馬身半差の完敗。ミシュリフを差し返すのが精一杯だった。
その後は10月16日のチャンピオンステークス(G1)に4番人気で出走するもシリウェイの6着に敗れた。

### 8歳（2022年）
5月26日のブリガディアジェラードステークス(G3)から始動。逃げる競馬をするも直線でモスターダフに交わしに掛かられ、更に外からベイブリッジにまとめて交わされてしまい3着に敗れた。
その後は7月1日のガーラステークス(L)を3着。10月1日のドラール賞(G2)はアンマートの6着に敗れた。
10月16日のコンセイユドゥパリ賞(G2)では1番人気に推されての出走。逃げるモンティをマークするかのように2番手を追走。そのままの隊列で直線に入るとモンティが後続を突き放すも、それを差し切って1馬身1/4差で勝利。昨年のクイーンエリザベスステークス以来の白星を挙げた。この競走を最後に引退することとなった。

## 血統表
| アデイブの血統     | アデイブの血統                                         | アデイブの血統                                         | （血統表の出典）                                       | （血統表の出典） |
| 父系               | ヌレイエフ系                                           | ヌレイエフ系                                           | ヌレイエフ系                                           | [ § 2 ]          |
| 父 Pivotal 1993年  | 父の父Polar Falcon                                     | Nureyev                                                | Northern Dancer                                        | Northern Dancer  |
| 父 Pivotal 1993年  | 父の父Polar Falcon                                     | Nureyev                                                | Special                                                |                  |
| 父 Pivotal 1993年  | 父の父Polar Falcon                                     | Marie d'Argonne                                        | Jefferson                                              | Jefferson        |
| 父 Pivotal 1993年  | 父の父Polar Falcon                                     | Marie d'Argonne                                        | Mohair                                                 |                  |
| 父 Pivotal 1993年  | 父の母Fearless Revival                                 | Cozzene                                                | Caro                                                   | Caro             |
| 父 Pivotal 1993年  | 父の母Fearless Revival                                 | Cozzene                                                | Mohair                                                 |                  |
| 父 Pivotal 1993年  | 父の母Fearless Revival                                 | Stufida                                                | Bustino                                                | Bustino          |
| 父 Pivotal 1993年  | 父の母Fearless Revival                                 | Stufida                                                | Zerbinetta                                             |                  |
| 母 Bush Cat 2000年 | 母の父Kingmambo                                        | Mr.Prospector                                          | Raise a Native                                         | Raise a Native   |
| 母 Bush Cat 2000年 | 母の父Kingmambo                                        | Mr.Prospector                                          | Gold Digger                                            |                  |
| 母 Bush Cat 2000年 | 母の父Kingmambo                                        | Miesque                                                | Nureyev                                                | Nureyev          |
| 母 Bush Cat 2000年 | 母の父Kingmambo                                        | Miesque                                                | Pasadoble                                              |                  |
| 母 Bush Cat 2000年 | 母の母Arbusha                                          | Danzig                                                 | Northern Dancer                                        | Northern Dancer  |
| 母 Bush Cat 2000年 | 母の母Arbusha                                          | Danzig                                                 | Pas de Nom                                             |                  |
| 母 Bush Cat 2000年 | 母の母Arbusha                                          | Lulu Mon Amour                                         | Tom Rolfe                                              | Tom Rolfe        |
| 母 Bush Cat 2000年 | 母の母Arbusha                                          | Lulu Mon Amour                                         | Sister Shu                                             |                  |
| 母系(F-No.)        | (FN:9-f)                                               | (FN:9-f)                                               | (FN:9-f)                                               | [ § 3 ]          |
| 5代内の近親交配    | Nureyev 3×4、Northern Dancer 4×5･4、Nashua 5･5（母内） | Nureyev 3×4、Northern Dancer 4×5･4、Nashua 5･5（母内） | Nureyev 3×4、Northern Dancer 4×5･4、Nashua 5･5（母内） | [ § 4 ]          |
| 出典               | 1. 2. 3. 4.                                            | 1. 2. 3. 4.                                            | 1. 2. 3. 4.                                            | 1. 2. 3. 4.      |